# Jaroslav Skryja
Jaroslav Skryja (11. března 1895 Bohdalec – 27. října 1942 Věznice Plötzensee) byl český učitel, sokolský činovník a odbojář z období druhé světové války popravený nacisty.

## Život
Jaroslav Skryja se narodil 11. března 1895 v Bohdalci na žďársku v rodině místního hospodského Josefa Skryji a Marie rozené Dvořákové. Chodil do obecné školy v rodné vsi a ve Lhotě, poté do měšťanské školy v Bystřici nad Pernštejnem. Mezi lety 1910 a 1914 vystudoval učitelský ústav v Brně. Během první světové války bojoval na italské frontě, jako podezřelý z protihabsburského smýšlení byl vězněn. Po jejím skončení působil jako odborný učitel v Zastávce, menšinové škole v Kravařích, Dolních Kounicích, Líšni a Žabovřeskách. V roce 1922 se v Kravařích oženil s Josefou Ferinovou, rovněž učitelkou, manželům se narodil syn Milan. Jaroslav Skryja byl velmi aktivním činovníkem Sokola, pracoval v redakci časopisu Tyrš a byl členem Československého červeného kříže.

Titulní strana rozsudku Lidového soudního dvora

## Protinacistický odboj
Po německé okupaci v březnu 1939 vstoupil do protinacistického odboje v řadách Obrany národa, kde působil jako okresní velitel Brno-venkov, osobně zakládal skupinu v okrese Ivančice. Po infiltraci organizace byl 13. prosince 1939 zatčen gestapem a to přímo při vyučování. Vězněn byl na Špilberku, Kounicových kolejích, Breslau, Wohlau a v berlínské věznici Alt-Moabit. Dne 9. června 1942 byl odsouzen k trestu smrti. Dle svědků původně neměl být odsouzen trestem nejvyšším, ale přímo během jednání si přitížil citací Františka Palackého Konal jsem svou povinnost a řídil jsem se slovy našeho velikého historika Františka Palackého, který řekl: Kdybych byl třeba z cikánského rodu a poslední jeho potomek, přece bych se přičinil, aby po mně zůstala aspoň čestná památka. Dne 27. října téhož roku popraven gilotinou ve věznici Plötzensee společně s dalšími brněnskými odbojovými spolupracovníky notářem Josefem Jarošem, profesorem Janem Uhrem a ředitelem brněnského rozhlasu Antonínem Slavíkem.

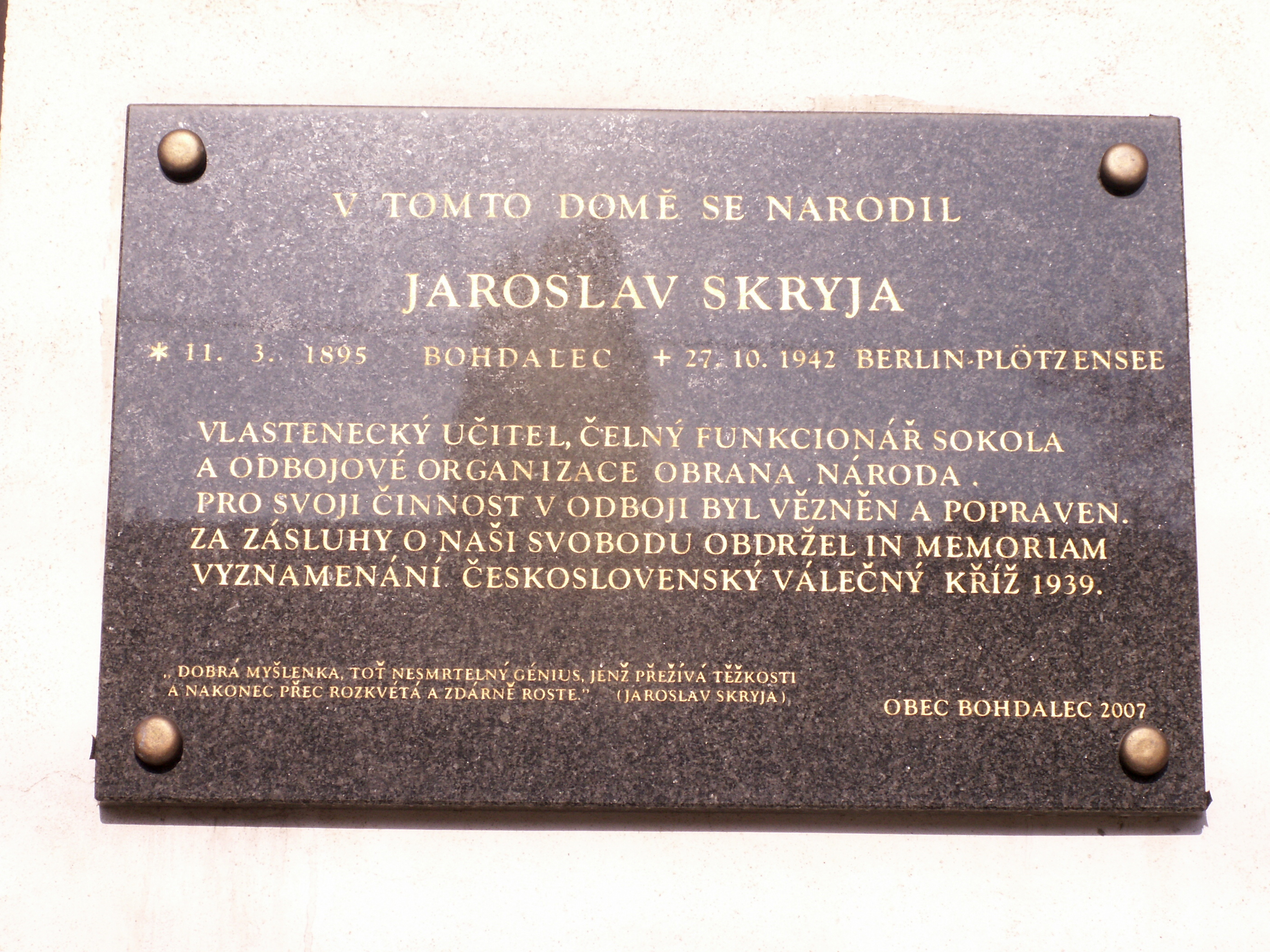
Pamětní deska Jaroslava Skryji v Bohdalci

## Posmrtná ocenění
- Jaroslav Skryja obdržel v roce 1946 in memoriam Československý válečný kříž 1939
- Po Jaroslavu Skryjovi bylo v roce 1946 pojmenováno sokolské cvičiště v Dolních Kounicích
- Po Jaroslavu Skryjovi byla v roce 1946 pojmenována ulice v brněnských Husovicích
- Jaroslavu Skryjovi byla v roce 1967 v Dolních Kounicích Tovární ulici 128 odhalena pamětní deska
- Jaroslavu Skryjovi byla v Bohdalci na rodném domě odhalena 29. září 2007 pamětní deska